# 土居宗珊
土居 宗珊（どい そうざん、? ‐ 元亀3年（1572年）?）は、戦国時代の武将。土佐一条氏の老臣。今城城主。

## 生涯
一条兼定が伊予国の伊予西園寺氏と戦闘になった時、長宗我部元親の援軍を受けて、西園寺氏を破っている。
その後、兼定が放蕩生活に入ったので、これを憂いて再三諫言したが、ついに兼定の怒りに触れて手打ちにされたとされる。